# Chlamydoselachus
Chlamydoselachus é um gênero de tubarões e o único membro extante da família Chlamydoselachidae, da ordem Hexanchiformes. 
Todas as espécies, exceto duas, estão extintas.É conhecido como um fóssil-vivo. 
A espécie mais conhecida ainda viva é o tubarão-cobra (Chlamydoselachus anguineus). Juntamente com Chlamydoselachus africana, também conhecido como tubarão-cobra-sul-africano, que pode ser encontrado apenas em zonas costeiras da África do Sul. Estas duas espécies são criaturas de mar profundo.

## Espécies
- Chlamydoselachus africana Ebert & Compagno, 2009 (tubarão-cobra-sul-africano)
- Chlamydoselachus anguineus Garman, 1884 (tubarão-cobra)
- †Chlamydoselachus bracheri Pfeil, 1983
- †Chlamydoselachus fiedleri Pfeil, 1983
- †Chlamydoselachus garmani Welton, 1983
- †Chlamydoselachus goliath Antunes & Cappetta, 2002
- †Chlamydoselachus gracilis Antunes & Cappetta, 2002
- †Chlamydoselachus keyesi Mannering & Hiller, 2008
- †Chlamydoselachus landinii Carrillo-Briceño, Aguilera & Rodriguez, 2014
- †Chlamydoselachus lawleyi Davis, 1887
- †Chlamydoselachus tatere Consoli, 2008
- †Chlamydoselachus thomsoni Richter & Ward, 1990
- †Chlamydoselachus tobleri Leriche, 1929